# ウォルター・ミティの秘密の生活
『ウォルター・ミティの秘密の生活』（ウォルター・ミティのひみつのせいかつ、The Secret Life of Walter Mitty）は、ジェームズ・サーバーによる1939年の短編小説であり、サーバーの作品の中で最も有名なものである。邦訳タイトルは、本作を原作とする映画のタイトルより『虹をつかむ男』とされることもある。
『ザ・ニューヨーカー』誌の1939年3月18日号に掲載されたのが初出で、1942年の短編集『My World — And Welcome To It』に収録された。その後、1996年の選集『James Thurber: Writings and Drawings』に再録されたほか、『ザ・ニューヨーカー』誌のウェブサイトでも入手可能である。この作品は、サーバーの「認められた傑作」の一つとされている。
1947年にダニー・ケイの主演で映画化されたが、内容は原作と大きく異なる。2013年にも映画化されたが、これは1947年の映画のリメイクであり、こちらも原作とは大きく異なっている。映画化作品のタイトルは、原語では全て原作と同じThe Secret Life of Walter Mittyであるが、日本語版では、1947年の作品は『虹を掴む男』、2013年の作品は『LIFE!』となっている。
ウォルター・ミティという名前やその派生語である"Mittyesque"（ミティスク）という言葉は、現実世界よりも妄想の中で過ごす時間の方が長い無能な人、あるいは、自分の身分を意図的に騙って他人を欺こうとする人という意味で使われている。イギリス軍では、軍歴詐称者のことをウォルツ(Walts)という。

## あらすじ
この短編の主人公・ウォルター・ミティは、週に一度の定期的な買い物と妻の美容院訪問のために、妻と一緒にコネチカット州ウォーターバリーに車を走らせている漠然とした温厚な男である。その途中で、彼は5つの白昼夢を見、その中で彼は英雄的な働きをする。1つ目は嵐の中を飛行する米海軍の飛行艇のパイロット、次は特殊な手術を行う壮麗な外科医、次は法廷で証言する暗殺者、4つ目は、火薬庫を爆破するという大胆な秘密の特攻作戦に志願する英空軍のパイロットである。物語の最後に、彼は銃殺隊と対峙している自分を妄想する。
彼の妄想は、彼の平凡な日常生活で周辺に起きた出来事に触発されたものである。最初の飛行艇パイロットの妄想は、妻から「速度を出しすぎ」と言われたことがきっかけである。その後、病院の前を通ったときに、飛行艇を降りて外科医の妄想へと切り替わった。ミティが妻から頼まれていた買い物を思い出そうとしているときに、ニュースボーイが「ウォーターベリー裁判」について叫んでいるのを聞いて、妄想の中で彼は、「これで記憶が蘇るかもしれない」という法廷ものの決まり文句を言った。4つ目の妄想は、彼が妻を待ちながら昔の『リバティ』誌を読んでいて、「ドイツは空を通して世界を征服することができるか」という見出しを見たことで始まる。最後の妄想は、ミティが壁を背にして立って煙草を吸っている時に見たものである。

## 解説
ミティは、サーバーの物語の典型的な主人公であり、「夢見がちで不幸なサーバー男の原型」と呼ばれている。サーバーはしばしば作品の中で、身体的に貧弱な男性と大柄な女性をペアで登場させ、その男性は女性の尻に敷かれている。そして、男性は妄想することで現実逃避する。この作品のほか、漫画『庭さきの一角獣』(The Unicorn in the Garden)に登場する「夫」もそうであり、『空の歩道』(The Curb in the Sky)にも同様の展開が見られる。
トーマス・フェンシュは2001年の著書『The Man Who Was Walter Mitty: The Life and Work of James Thurber』（ウォルター・ミティだった男: ジェームズ・サーバーの生涯と作品、ISBN 0-930751-13-2）の中で、登場人物がサーバー自身をモデルにしていたことを示唆している。神経学者のヴィラヤヌル・S・ラマチャンドランは、サーバーがシャルル・ボネ症候群を患っていた可能性を示唆している。
サーバーは言葉遊びが好きで、本作でも、"obstreosis of the ductal tract"、"streptothricosis"といった疑似医療用語や、"ta-pocketa-pocketa-pocketa"（タ・ポケタ・ポケタ）といった繰り返しの擬音などにそれを見ることができる。"coreopsis has set in"（コレオプシスが流行している）という文章の「コレオプシス」は恐ろしい病気のように聞こえるが、実際にはハルシャギクという花のことである。

## 書籍情報
- ジェイムズ・サーバー 著、鈴木武樹 訳「ウォールタァ・ミティの秘密の生活」『ジェイムズ・サーバー傑作選1』創土社、1978年。
- ジェイムズ・サーバー 著、鳴海四郎 訳「虹をつかむ男」『異色作家短篇集14 虹をつかむ男』早川書房、2006年。
- ジェイムズ・サーバー 著、芹澤恵 訳「虹をつかむ男——ウォルター・ミティの誰も知らない別の人生」『傍迷惑な人々 サーバー短篇集』〈光文社古典新訳文庫〉2012年。